# شهرستان العدین
ناحیهٔ العدین (به عربی: مدیریة العدین) یک ناحیه در یمن است که در استان اب واقع شده‌است.

## خصوصیات
ناحیهٔ العدین ۱۴۳٬۵۷۸ نفر جمعیت دارد.